# Їржі Кркошка
Їржі Кркошка (чеськ. Jiří Krkoška; нар. 2 березня 1984) — колишній чеський тенісист.
Найвищу одиночну позицію світового рейтингу — 758 місце досяг 8 червня 2009, парну — 167 місце — 22 березня 2010 року.
Здобув 1 парний титул.

## Титули Туру
| Легенда               |
| --------------------- |
| Великий шлем (0)      |
| Серія Мастерс ATP (0) |
| Тур ATP (0)           |
| Челленджери (1)       |

### Парний розряд
| Результат | Дата            | Категорія  | Турнір                       | Покриття | Партнер     | Суперники                     | Рахунок          |
| --------- | --------------- | ---------- | ---------------------------- | -------- | ----------- | ----------------------------- | ---------------- |
| Перемога  | 12 вересня 2009 | Челленджер | Сен-Ремі-де-Прованс, Франція | Тверде   | Лукаш Лацко | Рубен Бемельманс Нільс Десайн | 6–1, 3–6, [10–3] |